# Protocelta

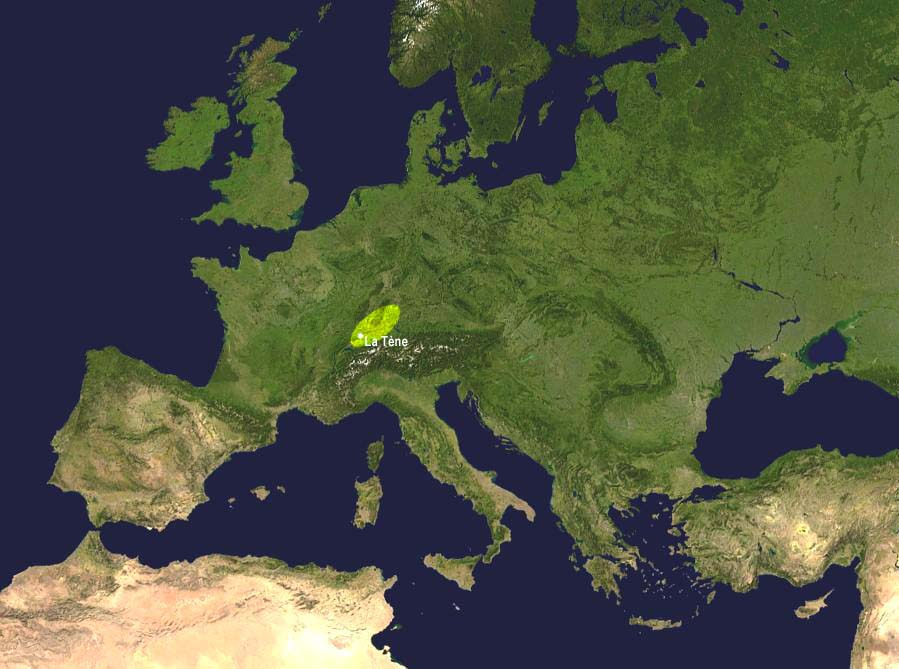
Àrea originària de la cultura de La Tène

El protocelta, també anomenat celta comú, és el suposat avantpassat de totes les llengües cèltiques conegudes. Parlat probablement cap al 800 aC, el seu lèxic pot ser reconstruït amb l'ajuda del mètode comparatiu de la lingüística històrica. El protocelta és una llengua descendent directa del protoindoeuropeu i és àmpliament considerada com la primera de les llengües indoeuropees a dispersar-se en l'Europa nord-occidental i atlàntica. L'àrea on sembla que es va desenvolupar perceptiblement per primera vegada el protocelta, en oposició al dialecte centum anterior, correspondria a la cultura de Hallstatt, en les extremitats occidentals de l'Urnfield.
A partir d'aproximadament el 800 aC, aquesta cultura va introduir l'edat de ferro a Europa per influència d'elements traco-cimeris. S'ha arribat a indicar la possibilitat que els cimeris fossin els avantpassats dels cimbris i dels sicambris i, per tant, l'origen del terme Cymru, a pesar que altres etimologies explicarien millor aquest últim terme.
La reconstrucció del protocelta encara s'està fent en l'actualitat. El cèltic continental presenta moltes proves fonològiques i algunes morfològiques, i el material catalogat és encara molt escàs per permetre una reconstrucció segura de la sintaxi. Malgrat tenir algunes frases completes escrites en gal i celtiber, la literatura cèltica substancialment més antiga es troba en l'irlandès antic, la més antiga llengua cèltica insular registrada.
Algunes hipòtesis apunten a l'existència d'una llengua protoitalocelta, que agruparia el protocelta i el protoitàlic com una branca de l'indoeuropeu, però no estan demostrades i existeix controvèrsia entre els investigadors.

## Fonologia

### Consonants
Els canvis fonològics de les consonants del PIE al protocelta poden ser resumides com segueix. (Un asterisc [*] abans d'una lletra o paraula designa que el fonema o lexema no està testimoniat i és hipotètic, una forma reconstruïda).
| Fonemes  | Fonemes    | Exemples             | Exemples         | GLOSA                |
| pIE      | protocelta | pIE                  | protocelta       | GLOSA                |
| -------- | ---------- | -------------------- | ---------------- | -------------------- |
| * p      | * φ        | * ph₂tēr             | * φatīr          | 'pare'               |
| * t      | * t        | * treyes             | * trīs           | 'tres'               |
| * k, ḱ   | * k        | * ḱm̥tom              | * kantom         | 'cent'               |
| * kʷ     | * kʷ       | * kʷetwr̥             | * kʷetwar        | 'quatre'             |
| * b      | * b        | * dʰub-no-           | * dubno-         | 'profund'            |
| * d      | * d        | * derk-              | * derk-          | 'veure'              |
| * g, ǵ   | * g        | * ǵenu-              | * genu-          | 'mandíbula'          |
| * gʷ     | * b        | * gʷen-              | * ben-           | 'dona'               |
| * bʰ     | * b        | * bʰer-              | * ber-           | 'portar'             |
| * dʰ     | * d        | * dʰeh₁-             | * dī-            | 'sucre'              |
| * gʰ, ǵʰ | * g        | * gʰabʰ- * ǵʰelH-ro- | * gab- * galaro- | 'entrada' 'malaltia' |
| * gʷʰ    | * gʷ       | * gʷʰn̥-              | * gʷan-          | 'matar, ferir'       |
| * s      | * s        | * seno-              | * seno-          | 'vell'               |
| * m      | * m        | * meh₂tēr            | * mātīr          | 'mare'               |
| * n      | * n        | * nepōt-             | * neφūt-         | 'nebot'              |
| * l      | * l        | * ligʰ-              | * lig-           | 'llepar'             |
| * r      | * r        | * rēǵ-s              | * rīgs           | 'rei'                |
| * y      | * y        | * yuwn̥ko-            | * yuwanko-       | 'jovn'               |
| * w      | * w        | * wlati-             | * wlati-         | 'domini, govern'     |

En contrast amb la llengua de la qual es va originar, el protocelta no usava l'aspiració com a característica per diferenciar els fonemes. Així, les consonants sonores aspirades del protoindoeuropeu *bʰ, *dʰ, *gʰ/ǵʰ es van fondre amb *b, *d, *g/ǵ. La consonant aspirada labiovelar *gʷʰ es va fondre amb *gʷ,malgrat haver tornat *gʷ en *b en el protocelta, mentre que l'aspirada *gʷʰ es tornà *gʷ. Així, mentre el PIE *gʷen- 'dona' es transformà en ben en irlandès antic i en benyw en gal·lès, el PIE *gʷʰn̥- 'matar, ferir' és l'origen de l'irlandès antic gonaid i del gal·lès gwanu.
La *p protoindoeuropea es va perdre en el protocelta, aparentement travessant els estadis *φ (com a la taula superior) i *h (potser confirmat pel topònim Hercynia) abans de desaparèixer completament en l'inici de les paraules i entre vocals. Al costat de consonants, la *φ protocelta experimentà diferents canvis: els grups consonàntics *φs i *φt es transformaren en *xs i *xt, respectivament, en el protocelta. La *sp- PIE es tornà s en irlandès antic i en el britònic f; mentre Schrijver (1995, 348) argumenta que va haver un estadi intermedi *sφ- (on *φ va romandre com un fonema independent fins després que el celta protoinsular es dividís en goidèlic i britònic), McCone (1996, 44–45) troba més econòmic pensar que *sp- va romandre immutable en el protocelta, és a dir, el canvi *p > *φ no es produeix quan va precedit de *s. (De manera semblant, la llei de Grimm no s'aplica a *p, t, k després de *s en les llengües protogermàniques).
| Protocèltic                  | Irlandès antic | Gal·lès  |
| ---------------------------- | -------------- | -------- |
| * laφs- > *laxs- 'lluentor'  | las-aid        | llach-ar |
| * seφtam > * sextam 'set'    | secht          | saith    |
| * sφeret- o * speret- 'taló' | seir           | ffêr     |

En gal i en les llengües britòniques, un nou so *p va aparèixer com a reflex del fonema *protoindoeuropeo *kʷ. Conseqüentment uns jutgen el gal petuar[ios] i el gal·lès pedwar 'quatre' comparables a l'irlandès antic cethair i al llatí quattuor. Fins que aquesta nova /p/ ompli l'espai en el conjunt de fonemes que fos deixat buit per la desaparició de l'equivalent en el PEU, podem pensar en un canvi en cadena.
Els termes cèltic P i cèltic Q són útils quan es desitja agrupar les llengües cèltiques d'acord amb el camí que van prendre pel que fa a aquest fonema. No obstant això, una simple divisió en cèltic P i Q pot no ser rígida ni fer justícia a les proves de les llengües cèltiques continentals antigues. El gran nombre d'estranyes innovacions comunes entre les llengües cèltiques insulars són moltes vegades presentades com a evidència en oposició a la divisió cèltic P versus cèltic Q, però poden reflectir en comptes d'això una influència del substrat comú a partir de llengües preceltes de les illes Britàniques, i en aquest cas serien irrellevants a la classificació de les llengües cèltiques.
Les llengües cèltiques Q poden també tenir /p/ en les paraules estrangeres incorporades, a pesar que en alguns préstecs del gal·lès a l'irlandès la /k/ va ser usada per substituir el so, com en el gaèlic cothrige, una forma antiga de "padraig". El gaèlic póg, 'petó', fou un préstec posterior (de la segona paraula de la frase llatina osculum pacis, 'petó de pau') en un estadi on la p la va manllevar directament com a p, sense la substitució per c.

### Vocals
El sistema vocàlic protocèltic és molt semblant al reconstruït pel protoindoeuropeu per Antoine Meillet. Les diferències inclouen la incidència del cèltic *ī en el lloc del PIE *ē (per exemple, el gal rix i l'irlandès rí, 'rei', comparat amb el llatí rēx) i *ā en comptes de *ō.
| PIE                                           | Protocèltic                                                     | Exemple                                                  |
| --------------------------------------------- | --------------------------------------------------------------- | -------------------------------------------------------- |
| * a, h₂e                                      | * a                                                             | * h₂ebon- > * abon- 'riu'                                |
| * ā, *eh₂                                     | * ā                                                             | * bʰreh₂tēr > * brātīr 'germà'                           |
| * e, h₁e                                      | * e                                                             | * seno- > * seno- 'vell'                                 |
| * "ə" (qualsevol H laríngia entre consonants) | * a                                                             | * ph₂tēr > * ɸatīr 'pare'                                |
| * ē, eh₁                                      | * ī                                                             | * wērh₁o- > * wīro- 'veritat'                            |
| * o, Ho, h₃e                                  | * o                                                             | * rotos > * rotos 'roda'                                 |
| * ō, eh₃                                      | en la síl·laba final, * ū                                       | * nepōt- > * neɸūt- 'nebot'                              |
| * ō, eh₃                                      | en qualsevol altre lloc, * ā                                    | * deh₃no- > * dāno- 'present'                            |
| * i                                           | * i                                                             | * gʷitu- > * bitu- 'món'                                 |
| * ī, iH                                       | * ī                                                             | * rīmeh₂ > * rīmā 'número'                               |
| * ai, h₂ei, eh₂i                              | * ai                                                            | * kaikos > * kaikos 'cec' * seh₂itlo- > * saitlo- 'edat' |
| * (h₁)ei, ēi, eh₁i                            | * ē                                                             | * deiwos > * dēwos 'déu'                                 |
| * oi, ōi, h₃ei, eh₃i                          | * oi                                                            | * oinos > * oinos 'un'                                   |
| * u                                           | abans de wa, o                                                  | * yuwn̥kos > * yowankos 'jove'                            |
| * u                                           | en qualsevol altre lloc, * u                                    | * srutos > * srutos 'corrent'                            |
| * ū, uH                                       | * ū                                                             | * ruHneh₂ > * rūnā 'misteri'                             |
| * au, h₂eu, eh₂u                              | * au                                                            | * tausos > * tausos 'silenci'                            |
| * (h₁)eu, ēu, eh₁u; * ou, ōu, h₃eu, eh₃u      | * ou                                                            | * teuteh₂ > * toutā 'poble' * gʷōu- > * bou-             |
| * l̥                                           | abans d'oclusiva, * li                                          | * pl̥th₂nos > * ɸlitanos 'lluny'                          |
| * l̥                                           | abans d'altres consonants, * al                                 | * kl̥yākos > * kalyākos 'gall'                            |
| *r̥                                            | abans d'oclusives, * ri                                         | * bʰr̥ti- > * briti- 'acció de comportament; mente'       |
| *r̥                                            | abans d'altres consonants, * ar                                 | * mr̥wos > * marwos 'mort'                                |
| * m̥                                           | * am                                                            | * dm̥-na- > * damna- 'dominar, sotmetre, subjugar'        |
| * n̥                                           | * an                                                            | * dn̥t- > * dant- 'dent'                                  |
| * l̥H                                          | abans d'oclusives, * la                                         | * wl̥Hti- > * wlati- 'nobleza'                            |
| * l̥H                                          | abans de sonores, * lā                                          | * pl̥Hmeh₂ > * ɸlāmā 'mà'                                 |
| * r̥H                                          | abans d'oclusives, * ra                                         | * mr̥Htom > * mratom 'traïció'                            |
| * r̥H                                          | antes de sonoras, * rā                                          | * ǵr̥Hnom > * *grānom 'gran'                              |
| * m̥H                                          | * am/mā (presumiblement amb la mateixa distribució d'abans)     | (?)                                                      |
| * n̥H                                          | * an o * nā (presumiblement amb la mateixa distribució d'abans) | probablement * gn̥h₃to- > * gnato- 'intel·ligent'         |

La vocal * ə és la "schwa indogermànica", ara interpretada com a vocal laríngia entre dues consonants.

### Transició al gal·lès
Els canvis fonètics regulars consonàntics del protocelta al gal·lès poden ser resumits en la taula següent. On els grafemes gal·lesos tenen un valor diferent dels símbols corresponents de l'AFI, el valor equivalent de l'AFI s'indica entre barres. V representa una vocal; C representa una consonant.
| Consonant protocèltica | Consonant gal·lesa |
| ---------------------- | ------------------ |
| *b-                    | b                  |
| *-bb-                  | b                  |
| *-VbV-                 | f /v/              |
| *d-                    | d                  |
| *-dd-                  | d                  |
| *-VdV-                 | dd /ð/             |
| *g-                    | g                  |
| *-gg-                  | g                  |
| *-VgV-                 | (perdida)          |
| *h-                    | (perduda)          |
| *-h-                   | (perduda)          |
| *j-                    | i                  |
| *k-                    | c                  |
| *-kk-                  | ch /x/             |
| *-VkV-                 | g                  |
| *kʷ-                   | p                  |
| *-kʷ-                  | b                  |
| *l-                    | ll /ɬ/             |
| *-ll-                  | l                  |
| *-VlV-                 | l                  |
| *m-                    | m                  |
| *-mb-                  | m                  |
| *-Cm-                  | m                  |
| *-m-                   | f /v/              |
| *n-                    | n                  |
| *-n-                   | n                  |
| *-nd-                  | n, nn              |
| *-nt-                  | nt, ñ              |
| *r-                    | rh /r̥/             |
| *-r-                   | r                  |
| *s-                    | h, s               |
| *-s-                   | s                  |
| *t                     | t                  |
| *-t-                   | d                  |
| *-tt-, *-ct-           | th /θ/             |
| *w-                    | gw                 |
| *sw-                   | chw /xw/           |

## Morfologia
La morfologia dels substantius i adjectius no mostra massa canvis de la llengua de la qual es va originar. D'altra banda, els verbs cèltics insulars presenten una característica peculiar desconeguda en qualsevol altra llengua indoeuropea coneguda: els verbs tenen diferents formes de conjugació depenent de si apareixen en la posició inicial absoluta de la frase (el cèltic insular té l'ordre de les paraules en la frase Verb Subjecte Objecte) o si estan precedits per un adjunt adverbial. La situació és més fermament confirmada en l'irlandès antic, però apareix de certa forma en el gaèlic escocès, i alguns trets estan també presents en el gal·lès mitjà.
Les formes que apareixen en la posició inicial de la frase són anomenades absolutes, i aquelles que apareixen després d'un adjunt, conjuntes. El paradigma del present d'indicatiu en la veu activa del verb irlandès antic beirid, 'portar', és indicat a seguir; les formes conjuntes estan exemplificades amb l'adjunt ní, 'no'.
|                     | Absoluta                   | Conjunta                        |
| ------------------- | -------------------------- | ------------------------------- |
| 1a persona singular | biru "jo porto"            | ní biur "jo no porto"           |
| 2a persona singular | biri "tu portes"           | ní bir "tu no portes"           |
| 3a persona singular | beirid "ell/ella porta"    | ní beir "ell/ella no porta"     |
| 1a persona plural   | bermai "nosaltres portem"  | ní beram "nosaltres no portem"  |
| 2a persona plural   | beirthe "vosaltres porteu" | ní beirid "vosaltres no porteu" |
| 3a persona plural   | berait "ells/elles porten" | ní berat "ells/elles no porten" |

En gaèlic escocès, aquesta distinció es troba encara en el futur:
| Absoluta                | Conjunta                     |
| ----------------------- | ---------------------------- |
| cuiridh "col·locaré"    | cha chuir "no col·locaré"    |
| òlaidh "beuré"          | chan òl "no beuré"           |
| ceannaichidh "compraré" | cha cheannaich "no compraré" |

En el gal·lès mitjà, la distinció es veu més clarament en els proverbis seguint la fórmula "X esdevé, Y no esdevé" (Evans 1964: 119):
- Pereid y rycheu, ny phara a'e goreu "Els solcs de l'arada resisteixen, qui els va fixar no".
- Trenghit golut, ny threingk molut "La riquesa acaba, la fama no".
- Tyuit maban, ny thyf y gadachan "Un bebè creix, els seus bolquers no".
- Chwaryit mab noeth, ny chware mab newynawc "Un nen sense roba juga, un amb fam no".

Antigues anàlisis de la distinció, com va ser registrat per Thurneysen (1946, 360 ss.), afirmen que les terminacions absolutes deriven de les "terminacions primàries" del protoindoeuropeu (usades en els temps present i futur), mentre que les terminacions conjuntes deriven de les "terminacions secundàries" (usades en el temps passat). Així, l'irlandès antic beirid 'ell/ella porta' ha d'haver evolucionat a partir de *bʰ*ereti (similar al sànscrit bharati 'ell/ella porta'), mentre que la forma conjunta beir ha d'haver evolucionat a partir de *bʰ*eret (similar al sànscrit a-bharat 'ell/ella portava').
Actualment, en canvi, molts estudiosos del celta acorden que Cowgill (1975), seguint una idea ja presentada per Pedersen (1913, 340 ss.), va trobar la solució correcta per a l'origen de la distinció absoluta/conjunta: una partícula enclítica, reconstruïda com *es després de consonants i *s després de vocals, vindria en la frase en la segona posició. Si la primera paraula en la frase fos un altre adjunt, *(e)s vindria en successió i així abans del verb. Però si el verb fos la primera paraula en la frase, *(e)s li seria afegit. Segons aquesta teoria, per tant, l'irlandès antic absolut beirid es va originar del protocelta *bereti-s, mentre la conjunta ní beir es va originar de *nī-s bereti.
L'origen de *(e)s roman desconegut. Cowgill suggereix que potser vegada sigui una forma semànticament reduïda d'esti 'é', mentre que Schrijver (1994) argumenta que *(e)s es deriva de la partícula *eti 'i, que està testimoniada en el gal.
Les llengües cèltiques continentals no posseeixen distinció cap absoluta/conjunta. No obstant això, semblen presentar només els ordres de les paraules en la frase subjecte-verb-objecte i subjecte-objecte-verb, com en les altres llengües indoeuropees. La distinció absoluta/conjunta ha ser un instrument de l'ordre de paraules verb-subjecte-objecte que va aparèixer en el cèltic insular.